# Лисицын, Фёдор Яковлевич
Лисицын Фёдор Яковлевич (21 февраля 1905 — 18 декабря 1997) — советский военачальник, генерал-лейтенант (1958), начальник политотдела 3-й ударной армии в годы Великой Отечественной войны

## Биография
Родился в 1905 г. в д. Панкратовская ныне Егорьевского района Московской области, в семье рабочего. Русский.
Член ВКП(б) с 1927 г.
Начал служить в Красной Армии в 1938 г. 
В годы Великой Отечественной войны, будучи начальником политотдела 1-й и 3-й Ударных армий, защищал Москву, воевал на Северо-Западном и многих других фронтах, участвовал в штурме Берлина. 
В послевоенные годы был начальником политуправления Прикарпатского военного округа, членом Военного совета Северной группы войск. 
В 1969 г. ушёл в отставку.
Умер в Москве. Похоронен на Троекуровском кладбище(участок 11).

## Знамя Победы
Ф. Я. Лисицын так рассказывал об этом: «Ещё до начала Берлинской операции мы узнали, что некоторые наши соседи распорядились изготовить по одному красному знамени для водружения над Рейхстагом <...>. Я предложил изготовить не одно, а девять знамён — по числу стрелковых дивизий нашей армии. Военный совет одобрил предложение. Я вызвал начальника армейского Дома Красной Армии Г. Голикова: нам выпала высокая честь сшить будущие знамёна Победы. Каким материалом располагаем? Решили обойтись без излишеств: шить из обыкновенного кумача, но со строгим соблюдением размеров и формы Государственного флага страны… Женщины взяли ножницы, иголки с нитками, шили и кроили. Слёз не скрывали. Пожалуй, в этот момент многие из нас поняли, как близок конец этой бесчеловечной войны. Художник В. Бунтов рисовал в верхнем левом углу, у древка, серп и молот со звездой. Киномеханик С. Габов мастерил древки (в основном, из карнизов для штор) и крепил к ним полотнища».

## Награды
- 2 ордена Красного Знамени
- орден Суворова II-й степени
- 3 орденами Красной Звезды
- многими медалями

## Сочинения
- Лисицын Ф. Я. В те грозные годы. — М.: Воениздат, 1978. — 373 с. — (Военные мемуары).
- Лисицын Ф. Я. В те грозные годы. — Изд. 2-е, испр. — М.: Военное изд-во, 1985. — 334, [2] с. — (Военные мемуары).